# Catantops trimaculatus
Catantops trimaculatus är en insektsart som beskrevs av Boris Petrovich Uvarov 1953. Catantops trimaculatus ingår i släktet Catantops och familjen gräshoppor. Inga underarter finns listade i Catalogue of Life.